# محمد بشير سوقي
محمد بشير موسى سوقي مواليد 1 يناير 1997 في السعودية، هو لاعب كرة قدم سوداني.

## مسيرة اللاعب
مثل منتخب مواليد السعودية - وقع مع نادي الباطن مطلع عام 2018 و لكن لم يلعب معهم و لعب بعدها مع النادي العربي ونادي عرعر.